# Rioni di Caravaggio
Il centro storico del comune di Caravaggio, in Lombardia, è tradizionalmente diviso in quattro rioni.

## Porta Vicinato
| Stemma:             | N.D. |
| Strade principali:  | - Via Vicinato - Via Fermo Stella - Circonvallazione XXV Aprile - Circonvallazione Calandra - Via Amilcare Bietti                   |
| Direttrici:         | - Viale Papa Giovanni XXIII (per Misano)                                                                                            |
| Edifici di culto:   | - Chiesa di San Bernardino e convento di Santa Maria degli Angeli, in viale Giovanni XXIII                                          |
| Luoghi d'interesse: | - Arco di Porta Nuova - Giardini pubblici, in Viale Papa Giovanni XIII - Villa Rocchi e Villa Clelia, al confine con il rione Prata |
| Festa rionale:      | N.D. |

Porta Vicinato (in bergamasco Viznàt) è il nome uno dei quattro rioni storici che compongono l'attuale centro storico della città di Caravaggio, in Lombardia.
Come gli altri tre rioni storici (Folcero, Seriola e Prata), Vicinato deve il suo nome ad una delle quattro porte che attraversavano la cinta muraria del borgo medievale e consentivano l'accesso all'esterno.

### Storia
Il rione Vicinato nacque probabilmente dalla maggiore delle corti da cui ebbe origine, per successive espansioni, l'agglomerato urbano di Caravaggio. Già entro la fine del XIII secolo Vicinato si era unita alle vicine corti di Corenzo, di cui oggi non rimane traccia, e Prata, per lungo tempo sede del castello cittadino; a questo periodo risale la suddivisione del centro storico nei quattro rioni attuali.
Il nome del rione è probabilmente dovuto alla sua centralità storica, che fece sì che i suoi abitanti originari, vicini fra loro all'interno dell'antica corte, fossero considerati i primi cittadini di Caravaggio.
L'origine antichissima di Vicinato lo rende un elemento centrale di numerose leggende e tradizioni popolari. Si tramanda, ad esempio, che il rione ospitò la famiglia di Giannetta de' Vacchi, la giovane contadina cui, il 26 maggio 1432, secondo la tradizione cattolica apparve la Madonna di Caravaggio.
Un'altra tradizione legata alla religione cattolica vuole che i santi Fermo e Rustico, patroni della città, transitarono per Porta Vicinato mentre erano diretti a Verona, ove furono decapitati nel 306; durante il loro breve soggiorno nel borgo, i santi avrebbero resuscitato in paese un morto. Naturalmente questo resoconto fantasioso, pur se molto radicato nella tradizione locale, si scontra con la totale assenza di reperti o testimonianze che lascino intendere un'origine così antica della corte.

### Vie e piazze
Segue un prospetto delle vie e piazze situate all'interno del centro storico di pertinenza del rione Vicinato; ove possibile, sono indicate eventuali denominazioni toponomastiche precedenti.
| Denominazione attuale   | Denominazioni precedenti |
| ----------------------- | ------------------------ |
| Via Vicinato            |                          |
| Vicolo del Bastone      |                          |
| Via Fermo Stella        |                          |
| Via Bianchi             |                          |
| Via Griala              |                          |
| Via Strepparola         |                          |
| Vicolo Pescatori        |                          |
| Largo Pittori Cavenaghi |                          |

## Porta Prata
| Stemma:             | N.D. |
| Strade principali:  | - Via Prata - Via Polidoro Caldara - Piazza Antonio Locatelli - Via Giuseppe Mazzini - Circonvallazione XXIV Aprile - Via XXIV Maggio                                                       |
| Direttrici:         | - Via Piave (per Calvenzano) - Via Zenale e Butinone (per Treviglio) - Via Guzzasete, verso le omonime cascine poste nelle campagne a nord della città                                      |
| Luoghi d'interesse: | - Il nucleo più antico del borgo, presso via Prata - Scuola elementare in piazza Locatelli, costruita sul luogo dove sorgeva il castello - Villa Clelia e Villa Rocchi - Il centro sportivo |
| Festa rionale:      | N.D. |

Porta Prata è il nome uno dei quattro rioni storici che compongono l'attuale centro storico della città di Caravaggio, in Lombardia.
Come gli altri tre rioni storici (Folcero, Seriola e Vicinato), Prata deve il suo nome ad una delle quattro porte che attraversavano la cinta muraria del borgo medievale e consentivano l'accesso all'esterno, in direzione nord-ovest, verso la vicina Treviglio.

### Storia
Il rione Prata ebbe origine come piccola corte già nel Medioevo; un valido terminus ante quem è il Duecento, periodo nel quale la corte venne agglomerata dalla vicina corte di Vicinato, assieme alla corte di Corenzo, oggi scomparsa. Nello stesso periodo è documentata l'esistenza di una chiesa, citata come Sancta Maria de Prata, e di una struttura difensiva laddove più avanti sorgerà il castello di Caravaggio.
Il pittore Giovanni Moriggia, morto nel 1878, trascorse gli ultimi anni della sua vita in un elegante palazzo situato al termine dell'antica via Prata; la sua permanenza nel rione è oggi ricordata da una targa commemorativa.

### Vie e piazze
Segue un prospetto delle vie e piazze situate all'interno del centro storico di pertinenza del rione Prata; ove possibile, sono indicate eventuali denominazioni toponomastiche precedenti.
| Denominazione attuale    | Denominazioni precedenti   |
| ------------------------ | -------------------------- |
| Piazza Antonio Locatelli | Piazza Castello (popolare) |
| Via Vincenzo Moietta     | Contrada detta S. Rocco    |
| Galleria al Teatro       | Vicolo dei Morti           |
| Via Polidoro Caldara     | Via Prata                  |
| Via Prata                | Via Prata Inferiore        |
| Via Fermo Stella         |                            |

#### Piazza Locatelli
Sulla piazza, situata all'estremo nordoccidentale del centro storico, si affacciava l'antico castello posto a difesa del borgo, che fu più volte distrutto e ricostruito; in epoca medievale vi era insediato il Governatore della città. Perduta la propria funzione difensiva, il castello iniziò a subire un progressivo smantellamento nel corso del XVIII secolo, quando, in occasione della peste, si decise di riutilizzare i suoi materiali per altre costruzioni. La piazza è tuttora popolarmente nota come piazza Castello.
Verso la fine del Settecento fu eretta in piazza Locatelli una chiesa dedicata a san Defendente; in occasione della ricorrenza onomastica del santo la piazza era sede della cerimonia di benedizione dei cavalli. Avendo progressivamente perso la propria funzione di luogo di culto, la chiesa fu smantellata nel 1920; negli ultimi anni era stata impiegata come deposito comunale.
L'edificio che oggi domina la piazza, attualmente sede delle scuole elementari, fu inaugurato l'8 dicembre 1912; il progetto originario prevedeva ampi giardini prospicienti alla costruzione.
Sempre a inizio Novecento, quando la piazza era intitolata a Felice Cavallotti, vi sorgeva la stazione locale dei tram a vapore per Treviglio e Bergamo, le cui corse erano iniziate nel 1883.

#### Via Zenale e Butinone
Importante arteria di collegamento del centro storico con la strada per Treviglio, la via rimase sterrata fino agli anni 1950, quando furono eseguite la piantumazione di due filari di olmi siberiani e la copertura della roggia Refosso, che correva parallelamente alla strada per un tratto.

## Porta Folcero
| Stemma:             | |
| Strade principali:  | - Via Folcero e via Roma - Piazza Ceppo - Circonvallazione Pulcheria - Circonvallazione Porta Nuova - Fuori porta: via Spartaco, via Nobili Secco, via Francesco Sforza |
| Direttrici:         | - Via Guglielmo Oberdan (per Fornovo) - Viale Europa Unita (per Mozzanica) - Via Panizzardo (per le campagne a sud-est della città) |
| Edifici di culto:   | - Chiesa dei Santi Fermo e Rustico, nell'omonima piazza |
| Luoghi d'interesse: | - Piazza Ceppo, anticamente sede di esecuzioni capitali - L'abitazione della "famiglia Aratori" ramo materno di Michelangelo Merisi da Caravaggio - EX chiesa di san Giovanni, del XVI secolo, con facciata di Pellegrino Tibaldi dove, secondo alcune testimonianze si sposarono i genitori di Michelangelo Merisi da Caravaggio |
| Festa rionale:      | La seconda domenica di giugno; non più celebrata |

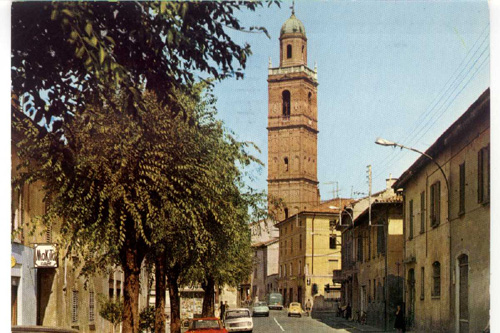
Il rione Folcero di Caravaggio, in una cartolina della seconda metà del XX secolo.

Porta Folcero (in bergamasco Fursér) è il nome uno dei quattro rioni storici che compongono l'attuale centro storico della città di Caravaggio, in Lombardia. Come gli altri tre rioni storici (Seriola, Vicinato e Prata), Folcero deve il suo nome ad una delle quattro porte che attraversavano la cinta muraria del borgo medievale e consentivano l'accesso all'esterno.
Si tratta forse del rione più antico, situato nella parte sud-orientale del borgo; con il passare del tempo, il termine è stato esteso fino a comprendere tutti i quartieri più recenti costruiti all'esterno della cinta muraria nelle immediate prossimità della Porta corrispondente.
All'interno di Folcero è situata la Chiesa dei Santi Fermo e Rustico, il più antico edificio di culto della città; vi si trovavano inoltre il primo cimitero cittadino, un convento e probabilmente anche il palazzo della famiglia Secco.

### Etimologia
Il nome Folcero, citato da alcune testimonianze medievali (riprese da Tullio Santagiuliana) come Folceru o Folzeru, sembra derivare dall'espressione dialettale fols, "falce" (cfr. l'espressione latina falciarius, ovvero "falciatore"); si tratta di un evidente riferimento alla professione più diffusa fra gli abitanti del rione, tuttora testimoniata dalla particolare toponomastica di alcune strade locali (via degli Orti, vicolo della Spiga, vicolo del Fieno).
Altre ipotesi sull'etimologia del nome lo ricollegano al ricordo dell'isola Fulcheria, oppure al passaggio in città della principessa Pulcheria (che peraltro si rese responsabile della distruzione della porta stessa).

### Storia
Il rione Folcero ospitò, nella seconda metà del XVI secolo, la famiglia di Michelangelo Merisi; è possibile che la madre Lucia Aratori, nativa del quartiere, e il padre Fermo Merisi vi abbiano contratto matrimonio in un'ipotetica chiesetta dedicata a san Pietro e sant'Andrea, di cui oggi non rimane traccia. È inoltre certo che nel 1577, alla morte del padre, il celeberrimo pittore si trasferì nell'abitazione dei nonni, in Folcero, e vi soggiornò fino al 1592, quando partì per Roma.

### Vie e piazze
Segue un prospetto delle vie e piazze situate all'interno del centro storico di pertinenza del rione Folcero; ove possibile, sono indicate eventuali denominazioni toponomastiche precedenti.
| Denominazione attuale      | Denominazioni precedenti        |
| -------------------------- | ------------------------------- |
| Via Folcero                |                                 |
| Piazza Ceppo               |                                 |
| Piazza Ss. Fermo e Rustico | Piazza della Chiesa (popolare)  |
| Via Roma                   |                                 |
| Via Giacomo Matteotti      | Contrada di SS. Fermo e Rustico |
| Via Giovanni Ghisone       | Contrada dell'Ospitale          |
| Vicolo san Carlo           |                                 |

## Porta Seriola
| Stemma:             | Ideato nel dicembre 2006 dai commercianti del rione, lo stemma appare tripartito; nella parte superiore, a fondo giallo, appare una vista stilizzata del quartiere, con le due chiese, il mulino e la confluenza delle rogge; nella parte centrale, a fondo arancione, appare una roggia; nella parte inferiore, a fondo verde, è raffigurato un pugno chiuso che regge quattro spighe. |
| Strade principali:  | - Via Giovanni Moriggia - Circonvallazione Specchio - Circonvallazione Seriola - Via Santa Liberata - Via Spiranella |
| Direttrici:         | - Via Alcide de Gasperi (per Vidalengo) - Via Damiano Chiesa (per Masano) - Via Cesare Battisti (per Brignano) |
| Edifici di culto:   | - Chiesa di Santa Liberata, nell'omonima piazza - Chiesa di Santa Elisabetta, in via Banfi |
| Luoghi d'interesse: | - Roggia Rognola, Roggia Basso - Mulino Mascaretti |
| Festa rionale:      | Sagra di santa Liberata, il 18 gennaio |

Porta Seriola (in bergamasco Seriöla) è il nome uno dei quattro rioni storici che compongono l'attuale centro storico della città di Caravaggio, in Lombardia.
Come gli altri tre rioni storici (Folcero, Vicinato e Prata), Seriola deve il suo nome ad una delle quattro porte che attraversavano la cinta muraria del borgo medievale e consentivano l'accesso all'esterno, in direzione nord, verso Bergamo.

### Storia
Il rione è compreso fra la Chiesa di Santa Elisabetta e la Chiesa di Santa Liberata (situata appena fuori porta). Si tratta di uno dei rioni più antichi del borgo; era già sviluppato nel Duecento, tanto che l'antica cinta muraria della città, risalente a quel periodo, segue un percorso irregolare proprio in sua corrispondenza, di modo da inglobarne completamente la parte più antica.

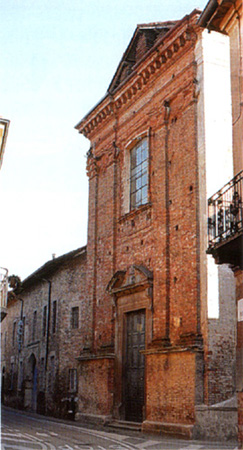
La chiesa dedicata a santa Elisabetta, situata nel rione Seriola di Caravaggio.
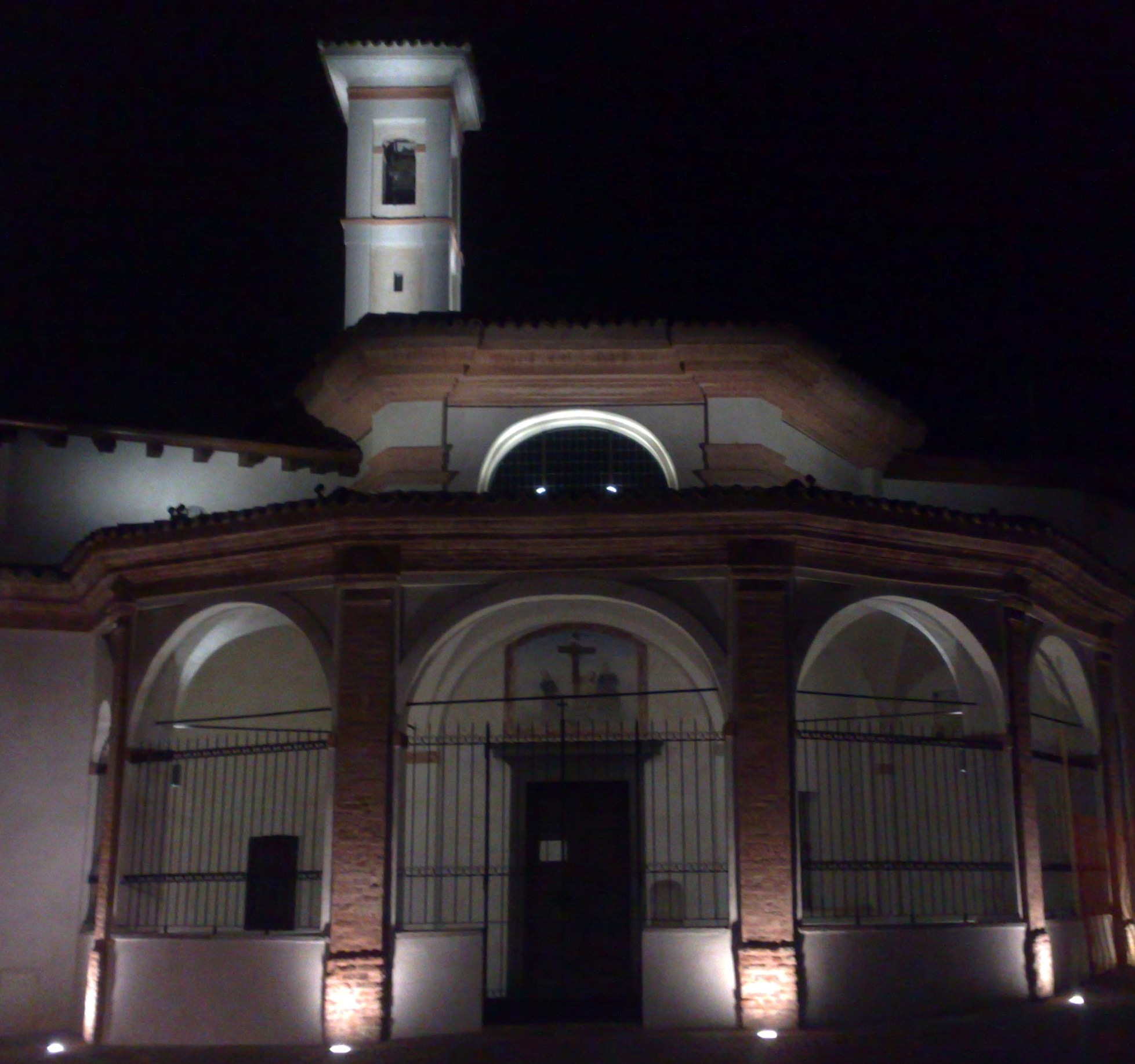
La chiesetta esagonale di santa Liberata, situata appena fuori porta.

### Etimologia
Appena fuori porta, e quindi in direzione nord rispetto al centro abitato, si trovava anticamente un'area rurale irrigata grazie alle canalizzazioni provenienti dal vicino fiume Serio, note, appunto, con l'appellativo di seriöle.
A tutt'oggi il rione ospita la confluenza di due importanti rogge bergamasche, la Roggia Basso e la Rognola, che in passato alimentavano il fossato posto a corona delle mura difensive e le cui acque, attorno al 1300/1400, erano anche utilizzate per alimentare un grande mulino (oggi informalmente conosciuto come Mulino Mascaretti). L'antico sistema di rogge è tuttora in funzione, sebbene all'interno dell'attuale centro urbano i corsi d'acqua siano stati in gran parte coperti dal Dopoguerra ad oggi.

### Vie e piazze
Segue un prospetto delle vie e piazze situate all'interno del centro storico di pertinenza del rione Seriola; ove possibile, sono indicate eventuali denominazioni toponomastiche precedenti.
| Denominazione attuale   | Denominazioni precedenti |
| ----------------------- | ------------------------ |
| Via Cavour              | Contrada di Piazza       |
| Via Pradello            |                          |
| Via Michelangelo Merisi |                          |
| Via Giovanni Moriggia   |                          |
| Vicolo Tebaide          |                          |
| Via Fabio Mangone       |                          |
| Via Santa Liberata      |                          |
| Via Gian Luigi Banfi    |                          |

### Ipotesi sulla famiglia Merisi
Secondo fonti non confermate, la casa della famiglia Merisi, da cui trasse i natali il celeberrimo pittore Michelangelo Merisi da Caravaggio, si sarebbe trovata all'interno del rione Seriola; quest'ipotesi è supportata dalla presenza, nello stemma dei Merisi, di un mazzo di spighe, che figura anche nel gonfalone ufficiale del rione.